# Ritchiea afzelii
Ritchiea afzelii är en kaprisväxtart som beskrevs av Ernest Friedrich Gilg. Ritchiea afzelii ingår i släktet Ritchiea och familjen kaprisväxter. Inga underarter finns listade i Catalogue of Life.